# لیچینگا، موزامبیک
لیچینگا (به لاتین: Lichinga) یک منطقهٔ مسکونی در موزامبیک است که در Lichinga District واقع شده‌است.
 لیچینگا ۲۸۰ کیلومتر مربع مساحت و ۲۱۳٬۳۶۱ نفر جمعیت دارد و ۱٬۳۹۸ متر بالاتر از سطح دریا واقع شده‌است.

## خواهرخوانده
شهر Vila Nova de Poiares خواهرخواندهٔ لیچینگا، موزامبیک هست.